# Margaret MacMillan
Margaret Olwen MacMillan (Toronto, Canadá, 1943) es una historiadora y catedrática canadiense de la Universidad de Oxford, en el Reino Unido, es también directora del St Antony's College. Es especialista en temas de la historia contemporánea y actualidad,  y como tal hace declaraciones públicas en los medios de comunicación.

## Carrera profesional
MacMillan obtuvo un diploma en Historia Moderna en la Universidad de Toronto y un doctorado en Ciencias  Políticas en la Universidad de Oxford. Su tesis doctoral trata de las perspectivas sociales y políticas de los británicos en India. De 1975 a 2000, ocupó el cargo de profesora de historia en la universidad de Ryerson en Toronto, siendo durante cinco años directora del departamento. 
Es la autora del libro Mujeres del Raj y de numerosos artículos sobre acontecimientos en Canadá y el mundo. MacMillan coordina la edición de libros que tienen como tema las relaciones internacionales de Canadá, especialmente con la OTAN, y sobre las relaciones entre Canadá y Australia. 
El trabajo de investigación de MacMillan ha tratado en particular sobre el Imperio británico en el siglo XIX y comienzos del siglo XX y sobre las relaciones internacionales del siglo XX. Es catedrática de Relaciones Internacionales e imparte un seminario sobre la historia de la guerra fría. 
Fue decana del Trinity College de la universidad de Toronto de 2002 a 2007. Fue también nombrada directora del St Antony's College de la Universidad de Oxford en 2007.

## Reconocimientos y honores
Su libro Los Pacificadores: La Conferencia de Paz de París de 1919 y sus intenciones de terminar la guerra, se convirtió en un éxito de librería y le fue otorgado el premio Duff Cooper por ser considerado una obra literaria excepcional en materias de historia, de biografía o de política. También recibió el premio Hessell-Tiltman por historia, el premio Samuel Johnson por la mejor obra de realismo literario en el Reino Unido y el premio del Gobernador General de Canadá en 2003.
MacMillan ha sido miembro de los consejos de administración del instituto canadiense de relaciones exteriores y del Consejo Atlántico de Canadá, de la Fundación "Herencia de Ontario" y de la Sociedad Churchill por la Superación de la Democracia Parlamentaria, Capítulo de Canadá. Es también miembro de la Real Sociedad de Literatura, miembro honorario del colegio San Anthony de Oxford y miembro del Colegio Massey de la Universidad de Toronto. MacMillan ostenta además diplomas honorarios de la Universidad de King's College, del Real Colegio Militar del Canadá y de Universidad Ryerson de Toronto.
Se le ha concedido el título de oficial de la Orden de Canadá en febrero de 2006.
Su último libro (1914. De la paz a la guerra), publicado en octubre de 2013, analiza en profundidad las causas de la Primera Guerra Mundial.

## Obras publicadas
- Women of the Raj, Thames and Hudson, 1988.
- Canada and NATO: Uneasy Past, Uncertain Future (direction avec David Sorenson), Waterloo, 1990.
- The Uneasy Century: International Relations 1900–1990, Kendall/Hunt, 1996.
- Parties Long Estranged: Canada and Australia in the Twentieth Century, en collaboration avec Francine McKenzie, University of British Columbia, 2003.
- Peacemakers: The Paris Peace Conference of 1919 and Its Attempt to End War (titre R.-U.) ou Paris 1919: Six Months that Changed the World (titre É.-U.). ISBN 0-7195-5939-1 (R.-U.), 2001; ISBN 0-375-50826-0, 9 (É.-U.), 2002. (Hay traducción al español: París, 1919 Seis meses que cambiaron el mundo. Tusquets, 2005 y 2011.
- Canada's House: Rideau Hall and the Invention of a Canadian Home, en collaboration avec Marjorie Harris et Anne L. Desjardins, Knopf Canada, 2004.
- Nixon in China: The Week That Changed the World, Viking Canada, 2006.
- Nixon and Mao: The Week That Changed the World, Random House, 2007.
- Juegos peligrosos: usos y abusos de la historia, Ariel, 2010.
- 1914: De la paz a la guerra. Turner. 2014. ISBN 9788415427834.
- La rima de la historia: lecciones de la Gran Guerra, Thames and Hudson, 2014.

## Anécdota
- Margaret MacMillan es biznieta del Primer ministro del Reino Unido David Lloyd George[4]